# Val-de-Vesle
Val-de-Vesle ist eine französische Gemeinde mit 992 Einwohnern (Stand 1. Januar 2022) im Département Marne in der Region Grand Est (vor 2016 Champagne-Ardenne). Sie gehört zum Arrondissement Reims und zum Kanton Mourmelon-Vesle et Monts de Champagne.

## Geographie
Val-de-Vesle liegt etwa 16 Kilometer ostsüdöstlich von Reims an der Vesle. Im Süden der Gemeinde verläuft der Canal de l’Aisne à la Marne. Umgeben wird Val-de-Vesle von den Nachbargemeinden Beine-Nauroy im Norden, Prosnes im Osten, Sept-Saulx im Osten und Südosten, Les Petites-Loges im Südosten, Villers-Marmery im Süden, Verzy im Südwesten, Beaumont-sur-Vesle im Westen sowie Prunay im Westen und Nordwesten. Der Haltepunkt Val-de-Vesle liegt an der Bahnstrecke Châlons-en-Champagne–Reims.

## Geschichte
1965 wurde Val-de-Vesle aus den Gemeinden Courmelois, Thuisy und Wez gegründet.

## Bevölkerungsentwicklung
| Jahr                       | 1962 | 1968 | 1975 | 1982 | 1990 | 1999 | 2006 | 2013 | 2018 |
| Einwohner                  | 192  | 482  | 594  | 619  | 678  | 730  | 760  | 884  | 907  |
| Quellen: Cassini und INSEE |      |      |      |      |      |      |      |      |      |

## Sehenswürdigkeiten
- gallorömische Siedlungsreste
- Kirche Saint-Maur aus dem 12./13. Jahrhundert in Courmelois
- Kirche Saint-Éloi in Thuisy
- Kirche von Wez
- Mausoleum von Alexandre de Bary, 1903 erbaut

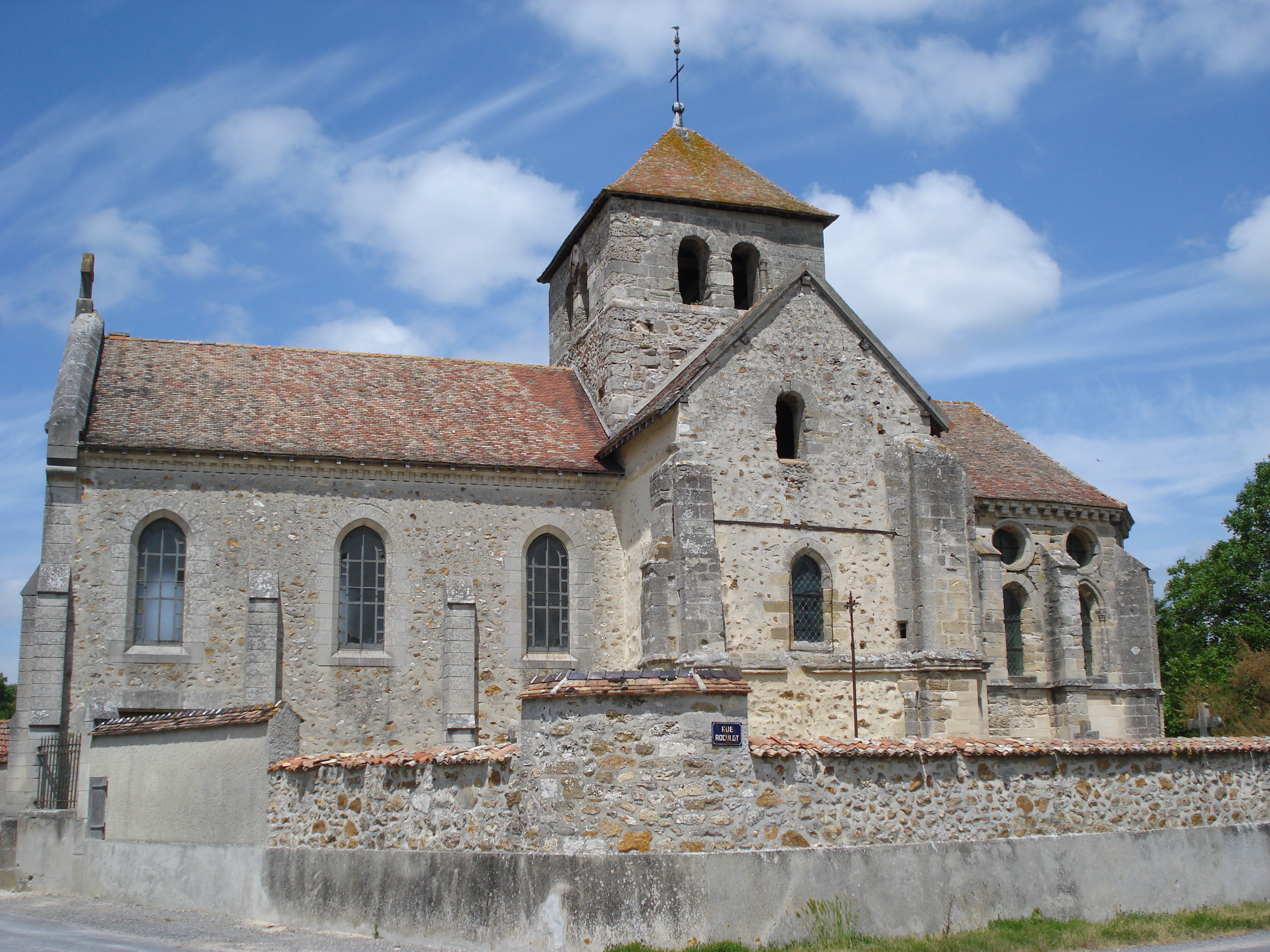
Kirche Saint-Maur
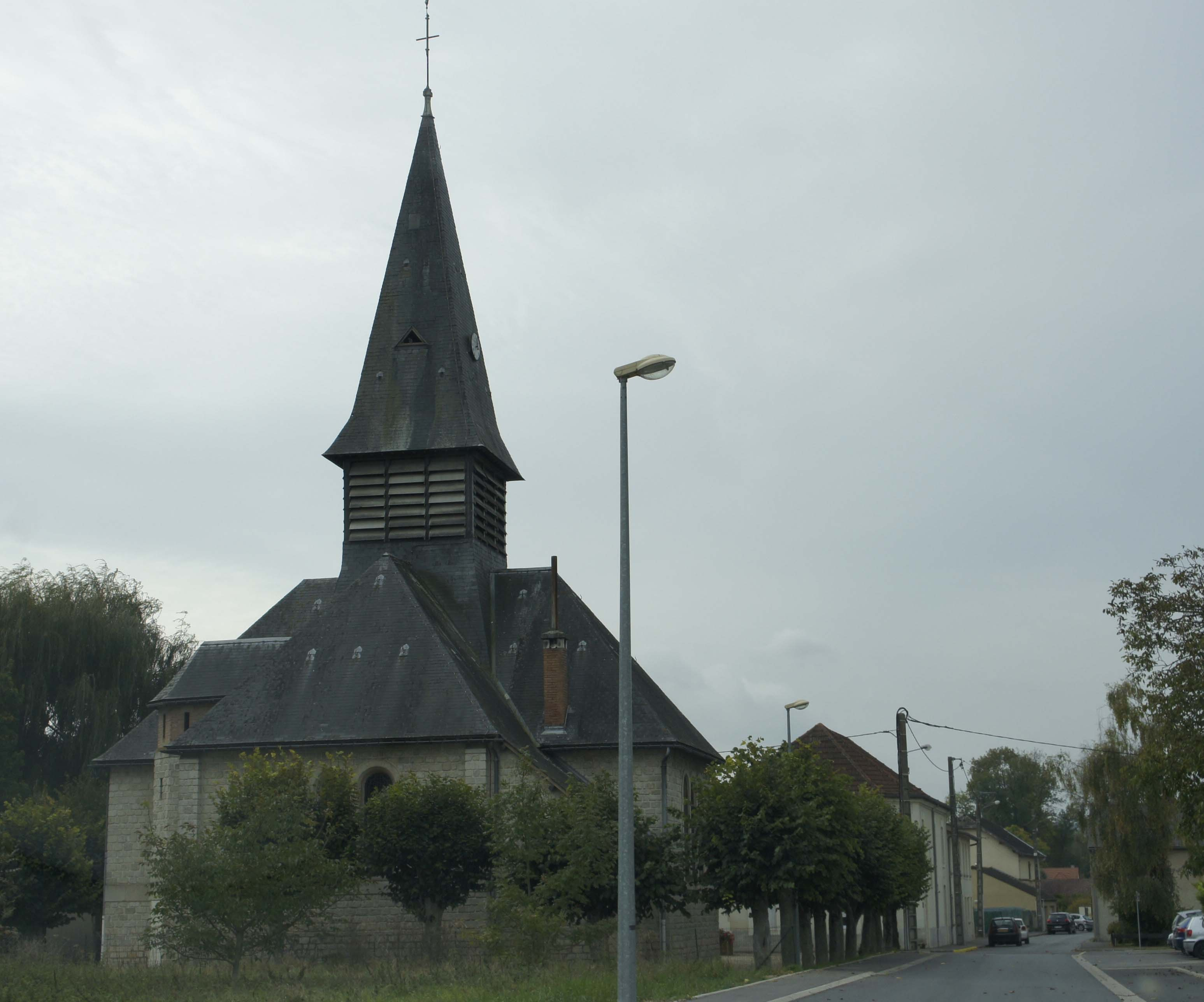
Kirche von Wez